# Incidenten i Korfukanalen

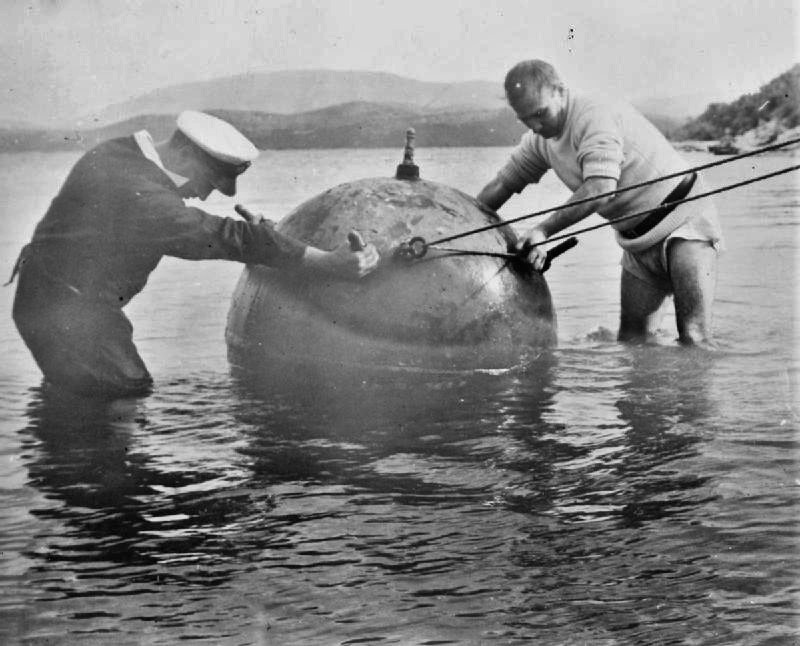

Incidenten i Korfukanalen har givit upphov till en princip inom internationell rätt. Principen om att en stat är skyldig att se till, att dess territorium inte används på ett sätt, som inverkar menligt på andra staters rättigheter.
Vid passage genom albanskt territorialhav, år 1946, hade två brittiska örlogsfartyg seglat på minor, som man inte kunde bevisa hade placerats ut av staten Albanien själv. Frågan var om Albanien ändå kunde hållas internationellt ansvarig för händelsen.